# Herb Opalenicy
Herb Opalenicy – jeden z symboli miasta Opalenica i gminy Opalenica w postaci herbu ustalony w statucie gminy z 6 grudnia 2002 roku. Wizerunek herbowy pochodzi z XVII w. 

## Wygląd i symbolika
Herb przedstawia w polu srebrnym widnieje zielony pęd róży z trzema czerwonymi kwiatami, na który nałożony jest złoty klucz w pas.